# Félix de Borbón-Conti
Félix de Borbón-Conti (22 de diciembre de 1772-6 de junio de 1840) fue un militar francés, hijo ilegítimo de Luis Francisco I, príncipe de Conti.

## Biografía
Fue uno de los dos hijos habidos de la relación extramatrimonial mantenida por su padre, príncipe de sangre francés, con la Marie-Claude Gaucher, conocida como Madame de Brimont. Antes de Félix, había nacido su hermano, Fauste (1771-1833)
Antes de 1815, fue conocido como el caballero de Hattonville (en francés, el chevalier de Hattonville) por el nombre de una tierra que le había sido donada por su padre.
Su padre moriría en 1776, pasando a estar bajo la protección del por el único hijo legítimo y sucesor de este, Luis Francisco II. En su testamento su padre había reconocido la paternidad de ambos hermanos. Antes de la Revolución francesa, hacia 1788 los dos hermanos eran alumnos de la Marina del Reino de Francia, bajo la tutela de Charles Louis Clausse.
En cartas de 25 de abril de 1804 y 4 de agosto de 1807, su hermano Luis Francisco reconoce su filiación. Este último moriría en marzo de 1814, unos meses antes de la restauración de la casa de Borbón en el trono de Francia. Una vez restaurado en el trono, Luis XVIII de Francia, por ordenanza real de 17 de noviembre de 1815, reconoció a su hermano Fauste como marqués de Borbón-Conti. Por medio de la misma ordenanza  reconocería también a Félix el título y nombre de caballero de Borbón-Conti.
Fallecería en junio de 1840, durante la Monarquía de Julio. Fue enterrado en el cementerio de Montparnasse.

## Matrimonio e hijos
El 17 de abril de 1828 contrajo matrimonio con Angélique Herminie de La Brousse de Verteillac (1797-1881), hija del político francés Thibaud de La Brousse (1763-1854), marqués de Verteillac. El matrimonio no tuvo hijos. 
Tras la muerte de Félix en 1840, su viuda contrajo matrimonio con Sosthène de La Rochefoucauld (1785-1864), duque de Doudeauville.

### Individuales
1. ↑  Vrignault, Henri (1965). Légitimés de France de la maison de Bourbon de 1594 à 1820 (en francés). la Presqu'ile guérandaise. p. 127. Consultado el 26 de enero de 2024.
2. ↑  «Papiers Rémoville et Hathonville». Archivos Nacionales de Francia (en francés).